# Pamětní dvoueurové mince roku 2009

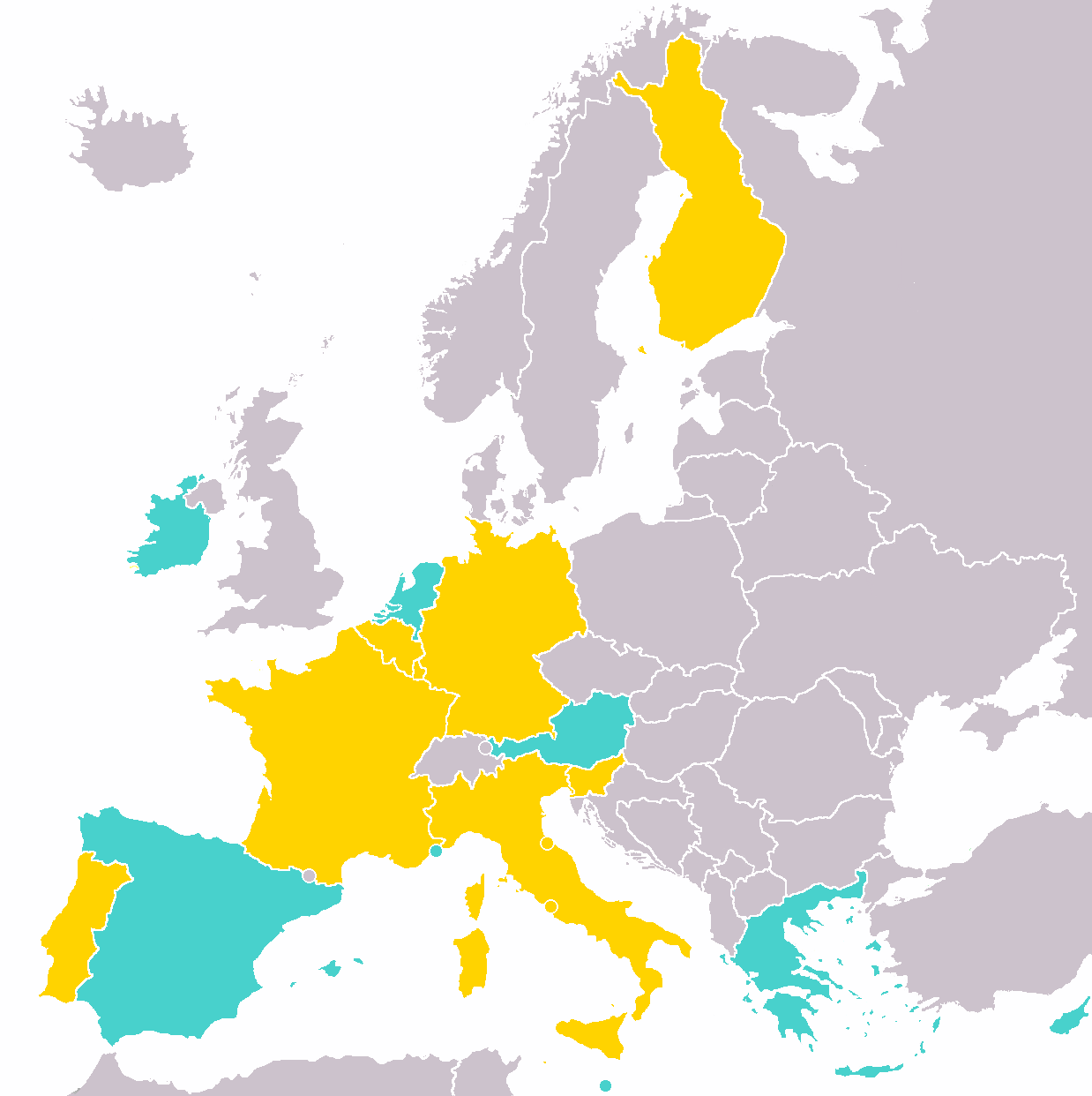
Dvě 2€ pamětní mince
Jedna 2€ pamětní mince
Žádná 2€ pamětní mince
jiný evropský stát

Pamětní dvoueurové mince jsou speciální mince měny euro, které připomínají významnou událost nebo výročí významné pro vydávající zemi. V roce 2009 vydala vlastní pamětní dvoueurové mince řada členských států EU, Vatikán a San Marino.
V roce 2009 byly vydány 2€ pamětní oběžné mince všemi tehdejšími aktuálními státy eurozóny (16 států) jako připomínka uplynutí 10 let od zavedení eura jako bezhotovostních peněz. Pro design této série mincí probíhala do 22. února 2008 veřejná internetová anketa, ve které byl zvolen motiv pro tyto mince. 

## Přehled mincí
| Vydávající stát | Událost                                                                                           | Množství | Datum              | Popis |
| --- | ------------------------------------------------------------------------------------------------- | --- | ------------------ | --- |
| Belgie Finsko Francie Irsko Itálie Kypr Lucembursko Malta Německo Nizozemsko Portugalsko Rakousko Řecko Slovensko Slovinsko Španělsko | 10. výročí zavedení společné měny euro                                                            | BE 5 000 000 FI 1 400 000 FR 10 000 000 IE 5 000 000 IT 2 500 000 CY 1 000 000 LU 1 400 000 MT 700 000 DE 30 000 000 NL 5 300 000 PT 1 285 000 AT 5 000 000 GR 4 000 000 SK 2 500 000 SI 1 000 000 ES 8 000 000 | 1. ledna 2009      | Na minci je vyobrazena stylizovaná postava, která je propojena se symbolem €. Vyjadřuje myšlenku jednotné měny a zprostředkovaně i Hospodářské a měnové unie (HMU) jako posledního kroku v dlouhé historii obchodní a hospodářské integrace Evropy. |
| Lucembursko | 90 let od nastoupení k trůnu velkovévodkyně Šarloty Lucemburské                                   | 1 400 000 | 15. ledna 2009     | Na levé straně vnitřní části mince je podobizna Jeho Královské Výsosti, velkovévody Henriho, která překrývá podobiznu velkovévodkyně Charlotte, přičemž oba se dívají doleva. Na pravé straně vnitřní části mince je svisle uveden text „LËTZEBUERG“ a rok „2009“, mincovní značka a logo mincovny. |
| Německo | Ludwigskirche v Saarbrückenu                                                                      | 30 000 000 | 6. února 2009      | Na vnitřní straně mince je zobrazen kostel sv. Ludvíka v Saarbrückenu. Pod vyobrazením kostela je napsáno jméno země „SAARLAND“ a mincovní značka zobrazená písmeny „A“, „D“, „F“, „G“ nebo „J“. Napravo od vyobrazení kostela jsou iniciály „FB“ rytce Friedricha Brennera. Mezikruží mince obsahuje na své spodní části jméno vydávajícího státu „BUNDESREPUBLIK DEUTSCHLAND“ a na své horní části letopočet „2009“ a dvanáct hvězd. |
| Portugalsko | Hry portugalsky mluvících zemí 2009                                                               | 1 250 000 | 9. června 2009     | Druhé hry portugalsky mluvících zemí (Jogos da Lusofonia) se uskutečnily v Lisabonu od 11. do 19. července 2009. Pořádání si vzal na starosti portugalský olympijský výbor. Těchto her se zúčastní členské a přidružené státy organizace ACOLOP. Vnitřní strana mince zobrazuje gymnastu se stuhou. Nahoře je státní znak Portugalska umístěný v půlkruhu tvořeném označením vydávajícího státu „PORTUGAL“. Dole je půlkruh tvořený nápisem „2. os JOGOS DA LUSOFONIA LISBOA“, který je lemován vlevo iniciálami „INCM“ a vpravo jménem výtvarníka „J. AURÉLIO“. V levé smyčce stuhy je uveden letopočet „2009“. |
| Belgie | Dvousté výročí narození Louise Brailla (1809–1852)                                                | 5 000 000 | 25. září 2009      | Vnitřní strana mince vyobrazuje mezi iniciálami L a B napsanými písmem, jehož je Louis Braille autorem, jeho portrét. Nad portrétem je nápis „LOUIS BRAILLE“; pod portrétem a mezi daty 1809 a 2009 je označení vydávajícího státu „BE“. Vlevo je mincovní značka a vpravo je značka komisaře mincoven. |
| San Marino | Rok 2009 - Evropský rok tvořivosti a inovací                                                      | 130 000 | 5. října 2009      | Vnitřní strana mince zobrazuje předměty připomínající vědecký výzkum: knihu, kružítko, zkumavku a baňku. Vlevo jsou tři pera reprezentující Republiku San Marino. Vpravo je letopočet „2009“ a mincovní značka „R“. Nahoře je nápis „CREATIVITÀ INNOVAZIONE“. Dole je uveden vydávající stát „SAN MARINO“ a iniciály výtvarníka „A.M.“. |
| Itálie | Dvousté výročí narození Louise Brailla (1809–1852)                                                | 2 000 000 | 15. října 2009     | Vnitřní strana mince vyobrazuje ruku, která slepeckým písmem čte otevřenou knihu. Nad ukazovákem, který směřuje k svislému nápisu „LOUIS BRAILLE 1809–2009“, jsou dva ptáci jako symbol svobody vědění. Označení vydávajícího státu „RI“ je umístěno vpravo nahoře, označení mincovny „R“ pak vpravo dole. Pod knihou je napsáno jméno Braille v písmu, jehož je autor původcem. Zcela dole jsou iniciály „MCC“ umělkyně Mariy Carmely Colanéri. |
| Finsko | Dvousté výročí prvního zasedání finského parlamentu a vzniku ústředních vládních orgánů ve Finsku | 1 600 000 | 23. října 2009     | Vnitřní část mince vyobrazuje štít katedrály v Porvoo, kde se sešel první stavovský sněm ve Finsku. Nad ním je uveden letopočet 1809. Letopočet 2009 se nachází vpravo. Na levé straně je označení vydávajícího státu „FI“ a značka mincovny. |
| Slovensko | 20. výročí Dne boje za svobodu a demokracii                                                       | 1 000 000 | 10. listopadu 2009 | Vnitřní strana mince vyobrazuje stylizovaný zvon složený z řady klíčů jako vzpomínku na demonstraci 17. listopadu 1989, na níž občané zvonili svazky klíčů, což zahájilo „sametovou revoluci“. Pod vyobrazením vpravo je značka umělce a značka slovenské mincovny (Mincovna Kremnica). Kolem vyobrazení jsou nahoře slova „17. NOVEMBER SLOBODA DEMOKRACIA“ (svoboda a demokracie) a data „1989–2009“; vlevo je pak označení vydávajícího státu „SLOVENSKO“. |
| Vatikán | Mezinárodní rok astronomie                                                                        | 106 084 | 18. listopadu 2009 | Vnitřní část mince vyobrazuje alegorii zrodu hvězd a planet, jakož i některé astronomické přístroje. Značka mincovny „R“ je umístěna v levém spodním poli, rok „2009“ pak dole. Kolem vyobrazení je v levé spodní části nápis „ANNO INTERNAZIONALE DELL’ASTRONOMIA“, vpravo nahoře pak označení vydávajícího státu „CITTÀ DEL VATICANO“. |